# الهتاف الأخير (فلم 1958)
الهتاف الأخير (بالإنجليزية: The Last Hurrah) هو فيلم دراما أمريكي انتج عام 1958. مقتبس عن رواية الهتاف الأخير لأدوين كونور، الفيلم من إخراج جون فورد وبطولة باسل راثبون، سبنسر تريسي، الذي يقوم بدور رئيس بلدية مخضرم يستعد لحملة انتخابية أخرى. تم ترشيح تريسي كأفضل ممثل أجنبي لجائزة البافتا.

## القصة
يحكي الفيلم قصة فرانك سكيفينجتون، وهو أمريكي أيرلندي، عاطفي لكنه ذو قبضة حديدية، وهو رئيس بلدية في إنجلترا. يستخدم سكيفينجتون وخبيره الاستراتيجي الأعلى جون جورمان كل الوسائل الضرورية لهزيمة ابن أخيه آدم كولفيلد الذي يتبع حملة غير مقيدة ومدعومة من قبل قادة مدنيين مثل المصرفي نورمان كاز والمحرر الصحفي ايموس فورس.

## روابط خارجية
- مقالات تستعمل روابط فنية بلا صلة مع ويكي بيانات